# لوئیز آزردو
لوئیز آزردو (انگلیسی: Luiz Azeredo؛ زادهٔ ۱۰ ژوئن ۱۹۷۶) ورزشکار هنرهای رزمی ترکیبی اهل برزیل است. وی بین سال‌های ۱۹۹۷ تا ۲۰۱۱ میلادی فعالیت می‌کرد.